# Кремер (Луїзіана)
Кремер (англ. Kraemer) — переписна місцевість (CDP) в США, в окрузі Лафурш штату Луїзіана. Населення — 877 осіб (2020).

## Географія
Кремер розташований за координатами 29°51′32″ пн. ш. 90°37′34″ зх. д. / 29.85889° пн. ш. 90.62611° зх. д. (29.858987, -90.626195).  За даними Бюро перепису населення США в 2010 році переписна місцевість мала площу 13,80 км², з яких 13,60 км² — суходіл та 0,20 км² — водойми.

## Демографія
Згідно з переписом 2010 року, у переписній місцевості мешкали 934 особи в 359 домогосподарствах у складі 279 родин. Густота населення становила 68 осіб/км².  Було 388 помешкань (28/км²).
Расовий склад населення:
| - 97,8 % — білих - 0,6 % — корінних американців - 0,6 % — чорних або афроамериканців |

До двох чи більше рас належало 1,0 %. Частка іспаномовних становила 1,8 % від усіх жителів.
За віковим діапазоном населення розподілялося таким чином: 21,5 % — особи молодші 18 років, 62,8 % — особи у віці 18—64 років, 15,7 % — особи у віці 65 років та старші. Медіана віку мешканця становила 42,8 року. На 100 осіб жіночої статі у переписній місцевості припадало 97,5 чоловіків;  на 100 жінок у віці від 18 років та старших — 96,5 чоловіків також старших 18 років.
Середній дохід на одне домашнє господарство  становив 61 533 долари США (медіана — 49 167), а середній дохід на одну сім'ю — 71 603 долари (медіана — 58 839). За межею бідності перебувало 20,4 % осіб, у тому числі 37,5 % дітей у віці до 18 років та 6,7 % осіб у віці 65 років та старших.
Цивільне працевлаштоване населення становило 433 особи. Основні галузі зайнятості: будівництво — 24,2 %, роздрібна торгівля — 13,6 %, освіта, охорона здоров'я та соціальна допомога — 13,2 %.